# ميك كولين
ميك كولين (بالإنجليزية: Mick Cullen)‏ (3 يوليو 1931 بغلاسكو في المملكة المتحدة - 2 سبتمبر 2024) هو لاعب كرة قدم بريطاني في مركز جناح ‏. شارك مع منتخب اسكتلندا الثانوي لكرة القدم ‏ ومنتخب اسكتلندا لكرة القدم. أما مع النوادي، فقد لعب مع ديربي كاونتي وغريمسبي تاون ونادي لوتون تاون ونادي تلفورد يونايتد.

## وصلات خارجية
- ميك كولين على موقع قاعدة بيانات كرة القدم.إي يو (الإنجليزية)
- ميك كولين على موقع ناشيونال فوتبول تيمز (الإنجليزية)
- ميك كولين على موقع عالم كرة القدم.نت (الإنجليزية)